# Colibrí de les Marías
El colibrí de les Marías (Cynanthus lawrencei) és una espècie d'ocell de la família dels troquílids (Trochilidae) que habita les illes Marías, properes a Mèxic occidental.